# Juncitarsus
Juncitársus (лат.) — род вымерших птиц, обладающих длинными ногами, но прямым клювом. Найденные в Европе и Северной Америке остатки восходят к раннему и среднему эоцену. Выделяют два вида: Juncitarsus gracillimus и Juncitarsus merkeli.
Таксон является ключевым для определения систематического положения фламинго. Долгое время он считался самым древним представителем отряда фламингообразных (Phoenicopteriformes). Строение остатков позволило учёным предположить связь фламинго с ржанкообразными. После того как фламингообразные и поганкообразные (Podicipediformes) были объединены в одну кладу Mirandornithes, Геральд Майр отнёс род Juncitarsus к стволовой группе всей клады и его выделил в семейство Juncitarsidae.

## Обнаружение
В 1946—1947 годы Газин (C. L. Gazin), Пирс (F. L. Pearce) и Стернберг (G. F. Sternberg) вели раскопки на территории формации Бриджер в штате Вайоминг в США. Обнаруженные ими ископаемые остатки были отправлены для исследования Александру Ветмору, но долгое время оставались без внимания в хранилищах Национального музея естественной истории в Вашингтоне. Описание Juncitarsus gracillimus, основанное на нескольких отдельных костях, включая почти полную цевку (лат. tarsometatarsus), дали Сторрс Лавджой Олсон и Алан Федучча в 1980 году. Пирс вспоминал, что все кости были найдены на небольшом участке и на одном уровне. В 1976—1978 годы Льюис (A. D. Lewis), Эмри (R. J. Emry) и Олсон вели раскопки на участке, обозначенном Газиным в журнале 1947 года, но смогли обнаружить лишь остатки нескольких черепах. В 1979 году Олсон и Льюис продолжили раскопки на основе данных журнала 1946 года и, по-видимому, нашли точное расположение участка, но не обнаружили других остатков. Находки восходят к среднему и раннему эоцену.
Первые остатки Juncitarsus merkeli были обнаружены в карьере Мессель в Германии и описаны Питерсом (D. S. Peters) в 1987 году. Они хранятся в Институте Сенкенберга во Франкфурте. Питерс также предположил, что к этому виду относятся остатки нижней конечности, найденные в формации Грин-Ривер и хранящиеся в музее науки в Буффало. В 1999 году Эриксон (P. G. P. Ericson) опубликовал информацию об отдельных костях, обнаруженных им в Национальном музее естественной истории в Вашингтоне и в Американском музее естественной истории в Нью-Йорке. Он отнёс их к роду Juncitarsus на основании описаний, сделанных ранее Олсоном, Федуччей и Питерсом, а разница в размерах позволила уточнить принадлежность к виду — Juncitarsus merkeli. Материалы, храняшиеся в Национальном музее естественной истории, были получены Газиным 2 августа 1959 года в ходе раскопок в округе Юинта в Вайоминге; материалы, хранящиеся в Американском музее естественной истории, были получены Грейнджером (W. Granger) в 1906 году в бассейне Вашаки (англ. Washakie Basin) в том же штате. Находки восходят к среднему эоцену.

## Описание
Остатки Juncitarsus gracillimus принадлежат по меньшей мере трём взрослым или почти взрослым птицам и одному птенцу, который на момент смерти не умел летать. Разные размеры костей могут свидетельствовать о половом диморфизме. У голотипа левая цевка сохранилась почти полностью, отсутствует лишь небольшая внутренняя часть проксимального отдела. Одна правая цевка включает только проксимальный отдел, другая — проксимальный отдел и фрагменты головки сустава (лат. trochlea). У молодой особи сохранился дистальный отдел правой цевки, фрагменты левого тибиотарзуса без предплюсны, дистальный отдел правого тибиотарзуса, передняя часть левой лопатки и не сросшаяся лобная кость. Кроме того сохранились дистальный отдел правой бедренной кости, фрагменты плечевой и локтевой костей, некоторые фаланги пальцев и позвонки.
Голотип Juncitarsus merkeli включает плохо сохранившийся почти полный скелет. Позднее к нему были добавлены остатки вилочки, части грудины и левой лопатки, полный правый коракоид и часть левого, головка правой плечевой кости и проксимальный отдел левой, дистальные отделы правой лучевой кости, правой пряжки, полные бедренные кости (левая и правая), латеральный мыщелок правого тибиотарзуса, дистальный отдел правой цевки, некоторые фаланги пальцев верхних и нижних конечностей. В качестве отдельных костей были добавлены фрагменты грудины, левой лопатки, правой локтевой и лучевой костей, пряжки, правой и левой бедренных костей, предплюсны.
Для представителей рода характерны длинные тонкие ноги. Длина цевки голотипа составила 182 мм, приблизительная длина плечевой кости — 100 мм. Среди современных видов птиц такие ноги встречаются только у ходулочников (Himantopus). Более того, учёные отмечали, что форма кости настолько сильно похожа, что может быть принята за близкородственный таксон. Межмыщелковый бугорок (лат. intercotylar knob) цевки высокий и широкий; хорошо заметна ямка напротив большого пальца стопы.
На плечевой кости одно пневматическое отверстие, отчётливо виден рубец для прикрепления мышцы, а шпора отсутствует. Дистальный отдел плечевой кости Уолтер Бойлс в 1999 году сравнил с остатками из раннего эоцена, предположительно относящимися к пресбиорнитидам (Presbyornithidae) и найденным в Мургоне в Австралии (фауна Тингамарра). Вместе с тем, они отличаются более коротким сгибающим отростком (лат. flexor process).
Грудные позвонки не срослись в нотариум. У представителей рода Juncitarsus, в отличие от современных фламинго, прямой клюв. У голотипа Juncitarsus gracillimus клюв не полностью сохранился, но по мнению Питерса, череп птиц был схизогнатического типа, в то время как у фламингообразных и родственных им поганкообразных ноздри вытянуты не так сильно.

## Распространение
Представители рода Juncitarsus обладали очень длинными тонкими ногами и длинным прямым острым клювом. Скорее всего это были околоводные птицы, которые, как и фламинго, в поисках пищи бродили вдоль берега на своих длинных ногах. В отличие от Palaelodus, остатки Juncitarsus не указывают на способность птиц к плаванию. Вместе с тем, у представителей Juncitarsus очень простое строение клюва. Длинный острый клюв и многочисленные гастролиты, обнаруженные у J. merkeli, говорят о том, что клюв Juncitarsus не были приспособлен к фильтрации, их рацион скорее всего включал более твёрдую пищу. Передние кости черепа позволяют предположить, что птицы имели солевые гланды, а значит они, как и современные фламинго, обитали в водоёмах с солёной водой.
Найденные остатки нелетающего птенца предположительно указываются на скопление птиц, связанное с брачным сезоном, в то время как разные размеры костей могут быть связаны с половым диморфизмом.
Остатки были обнаружены на значительном расстоянии друг от друга на территории США (Вайоминг) и Германии, что указывает на межконтинентальное распространение рода. Преимущественно фоссилии датируются средним эоценом. Вместе с тем, остатки с формации Грин-Ривер восходят к раннему эоцену и указывают на то, что Juncitarsus и Presbyornis были распространены в одно время и в одном месте. Согласно представлениям Майра, который полагает Juncitarsus сестринским таксоном по отношению к кладе Mirandornithes, объединяющей фламингообразных и поганкообразных, предками этой группы были длинноногие околоводные птицы, которые около 55 млн лет назад в конце палеоцена разделились на Juncitarsus и плавающих птиц, а около 48 млн лет назад в среднем эоцене произошло дальнейшее разделение на фильтрующих пищу фламингообразных и ныряющих поганкообразных, промежуточным звеном между которыми является Palaelodus.

## Систематика
Родовое название Juncitarsus  (лат. juncus — тростник, лат. tarsus — предплюсна) связано с очень длинными ногами у ископаемых остатков нового рода. Видовое название gracillimus также связано с особенностями ног, которые были очень тонкими. Долгое время учёные считали входящие в род виды самыми ранними известными представителями отряда фламингообразных. Федучча выделял три группы фламинго: Juncitarsus — околоводные «фламинго» из среднего эоцена, Palaelodus — коротконогие плавающие «фламинго» из позднего олигоцена и раннего плиоцена, Phoenicopterus — современные фламинго, появившиеся в позднем олигоцене.
Род Juncitarsus стал ключевым при определении систематического положения фламингообразных. Олсон и Федучча сравнивали обнаруженные ими ископаемые остатки с длинноногими околоводными птицами отряда ржанкообразные. Они отмечали, что ископаемые остатки крупнее самого крупного современного представителя отряда и меньше самого маленького современного фламинго. Строение и пропорции цевки сильно схожи с ходулочниками, отличаясь лишь высоким и широким межмыщелковым бугорком, более характерным для фламинго; грудные позвонки не образуют нотариум, фаланги пальцев на ногах также схожи с семейством шилоклювковых (Recurvirostridae) отряда ржанкообразных. По-видимому, как и у современных фламинго, у Juncitarsus были удлинённые передние шейные позвонки и плечевая кость. Питерс обращал внимание на сильно вытянутые ноздри, почти как у некоторых пастушковых (Rallidae), что может свидетельствовать о ринхокинетизме, однако Геральд Майр полагал, что ноздри Juncitarsus недостаточно вытянуты, а сам признак не позволяет в полной мере отнести род к ржанкообразным.
Обсуждая связи между фламинго и гусеобразными (Anseriformes), учёные проводили сравнение с Presbyornithidae — длинноногими вымершими птицами с приспособленным для фильтрации строением клюва. Остатки пресбиорнитидов из палеоцена и эоцена широко распространены и считаются родственными семейству утиных (Anatidae). Существенным отличием Juncitarsus от данного семейства является строение черепа, десмогнатическое у Presbyornis и схизогнатическое у Juncitarsus. Схожее строение других костей Эриксон объяснял плезиоморфизмом; гусеобразные и фламингообразные, по его мнению, эволюционно достаточно близки и их общий предок может относиться к позднему мезозою.
Современные учёные считают, что фламингообразные образуют кладу с поганкообразными. Эти два отряда характеризуются 11 маховыми перьями, схожим строением яичной скорлупы и наличием схожих ленточных червей. Майр привёл четыре характеристики, общие у Juncitarsus, фламингообразных и поганкообразных. В первую очередь это хорошо развитые вентролатеральные отростки (лат. processus ventrolaterales) шейных позвонков, отчётливый рубец на плечевой кости в месте прикрепления мышцы musculus scapulohumeralis cranialis, отчётливо вырезанный дистальный отдел мыщелка, три хорошо развитых гребня на цевке. Пропорционально цевки Juncitarsus и Palaelodus очень схожи, но у современных фламинговых лишь два гребня. Кроме того, musculus scapulohumeralis cranialis отсутствует у фламинговых и аистообразных (Ciconiiformes), но встречается у Juncitarsus, Palaelodus и поганковых.
Вместе с тем, род Juncitarsus отличается от современных представителей обоих отрядов. В исследовании 2014 года Майр привёл семь характеристик, выделяющих Juncitarsus из общей клады Mirandornithes. По меньшей мере четыре сросшихся грудных позвонка образуют нотариум у Mirandornithes, в то время как у J. merkeli срослось только два позвонка. У Mirandornithes бугорок на дорсальном отделе локтевой кости сильно удлинён, в то время как у Juncitarsus его форма соответствует большинству современных птиц. Проксимальная фаланга большого пальца крыла очень узкая у Mirandornithes и обычных пропорций у Juncitarsus. Mirandornithes выделяется среди большинства птиц увеличенным надколенником и заметно выступающий за суставные поверхности конечные отделы тибиотарзуса. Такие особенности надколенника были отмечены при сравнении поганок с гагарами (Gavia) в 1935 году и лишь в 2014 году обнаружены Майром у фламинго. Помимо Mirandornithes они встречаются у олушеобразных (Suliformes), пингвинообразных (Sphenisciformes), некоторых гусеобразных. У Mirandornithes проксимальный край подошвенной поверхности головки цевки удлинённый, треугольной формы, в то время как прямой проксимальный край у Juncitarsus характерен для птиц мезозоя, бескилевых (Palaeognathae) и большинства новорожденных птиц. У Juncitarsus пропорционально более длинный большой палец стопы и хорошо развитая соответствующая ямка плюсневой кости по сравнению с Mirandornithes. Ногтевые фаланги Mirandornithes заметно уплощены и расширены. Ранее эта особенность (наличие ногтей, а не когтей) считалась уникальным состоянием поганок, однако позднее эти утолщения, хоть и в меньшей степени, были показаны и у фламинго, но не у Juncitarsus. Ещё несколько показателей невозможно проверить из-за недостатка ископаемых данных. Единственная характеристика рода, свойственная фламингообразным, но не поганкообразным, — длинные ноги.
На основании детального анализа анатомических особенностей Juncitarsus Майр в 2014 году предложил рассматривать таксон в качестве сестринского по отношению ко всей кладе Mirandornithes и выделить его в семейство Juncitarsidae (Peters  1987) (до этого Питерс рассматривал его как подсемейство Juncitarsinae). Он же рассматривал данный таксон для определения дальнейших связей клады Mirandornithes. Связь клады с ржанкообразными поддерживается несколькими молекулярными исследованиями и морфологическое соответствие, в котором длинноногий околоводный Juncitarsus играет ключевую роль, подтверждает, по мнению Майра, эту гипотезу. Среди подтверждающих анатомических подробностей морфология четвёртого пальца на ноге: у большинства птиц, включая археоптерикса (Archaeopteryx), четвёртая фаланга четвёртого пальца на ноге короче третьей. Обратные пропорции наблюдаются лишь у бескилевых, дрофиных (Otididae), пингвинообразных, буревестникообразных (Procellariiformes), цаплевых (Ardeidae), китоглавов (Balaenicipitidae), молотоглавов (Scopidae), фламингообразных, ржанкообразных и Juncitarsus. Такая особенность отсутствует у поганкообразных и представителей семейства чистиковых (Alcidae) отряда ржанкообразных, что Майр связывается со вторичностью признака, развившегося позднее. Кроме того, на основе формы основных костей крыла Майр предполагает также связь клады с журавлеобразными (Gruiformes), хотя добавляет, что для окончательного ответа на этот вопрос необходимо комплексное исследование молекулярных и морфологических данных.
В роду Juncitarsus учёные выделяют два вымерших вида:
- Juncitarsus gracillimuss Olson & Feduccia, 1980
- Juncitarsus merkeli Peters, 1987